# 삿포로 TV타워
삿포로 TV타워(일본어: さっぽろテレビ塔 삿포로 테레비토우[*])은 일본 홋카이도 삿포로시 주오구에 있는 지상 147.2m의 텔레비전 전파탑이다. 1957년에 지어졌으며, 지하에는 식당, 1층에는 오락실이, 2층에는 다목적 홀, 3층에는 기념품 판매점이 있다. 지상 90.38미터 부근에 전망대가 있으며, 이곳에도 매점 같은 관광객의 편의를 위한 시설이 존재한다.
삿포로 TV탑은 초창기 시내에 고층 건물이 적고, 삿포로 시내를 한눈에 볼 수 있는 시설이 많지 않았기 때문에 많은 시민이나 관광객이 방문하고 전망대에 오르기 위해서 몇 시간 동안 기다리는 것이 보통이었다고 한다. 그러나 삿포로 TV탑은 삿포로 시내에 더 높은 고층 건물이 들어서면서 한 때 얼마 안 되는 고층 건물들 중의 하나로서의 위상도 사라졌다. 현재는 눈축제 개최 시기를 제외하면 관광객 수는 초창기보다 적은 편이지만, 여전히 외국 관광객들이 많이 찾고 있는 시설이다.

## 역사
삿포로 TV타워는 도쿄 타워 설계로 유명한 일본인 건축가 나이토 타츄가 1957년 총 공사비 1억7천만엔을 들여 건설한 건축물이다. 테이네 산에 전송 시설에 설치된 이래, 삿포로 TV타워는 AIR-G와 삿포로를 거점으로 하는 라디오 방송국인 FM 노스웨이브의 중계 역할을 해왔다.
1961년 일본 전자제품 제조사인 마츠시타전기공업(현재의 파나소닉)이 기증한 디지털 시계를 지상 65m 높이에 설치했다. 전망대 밑에는 전광 시계가 있는데 1961년 마쓰시타 전기산업의 기증으로 전망대 지상 65미터 부근에 설치되었다. 당시 창업자 마쓰시타 고노스케가 시계를 설치하면 사람들이 많이 본다는 생각 때문에 그 생각을 실행에 옮기는 차원에서 설치되었다고 한다. 전광 시계는 1998년과 2006년에 개보수 공사를 해 현재는 발광 다이오드제이다. 시계 밑 광고에는 초창기 'National'이란 로고가 있었으나 마쓰시타 전기산업이 내셔널 브랜드를 폐지함에 따라 2006년 'Panasonic'으로 변경되었다.

## 사진

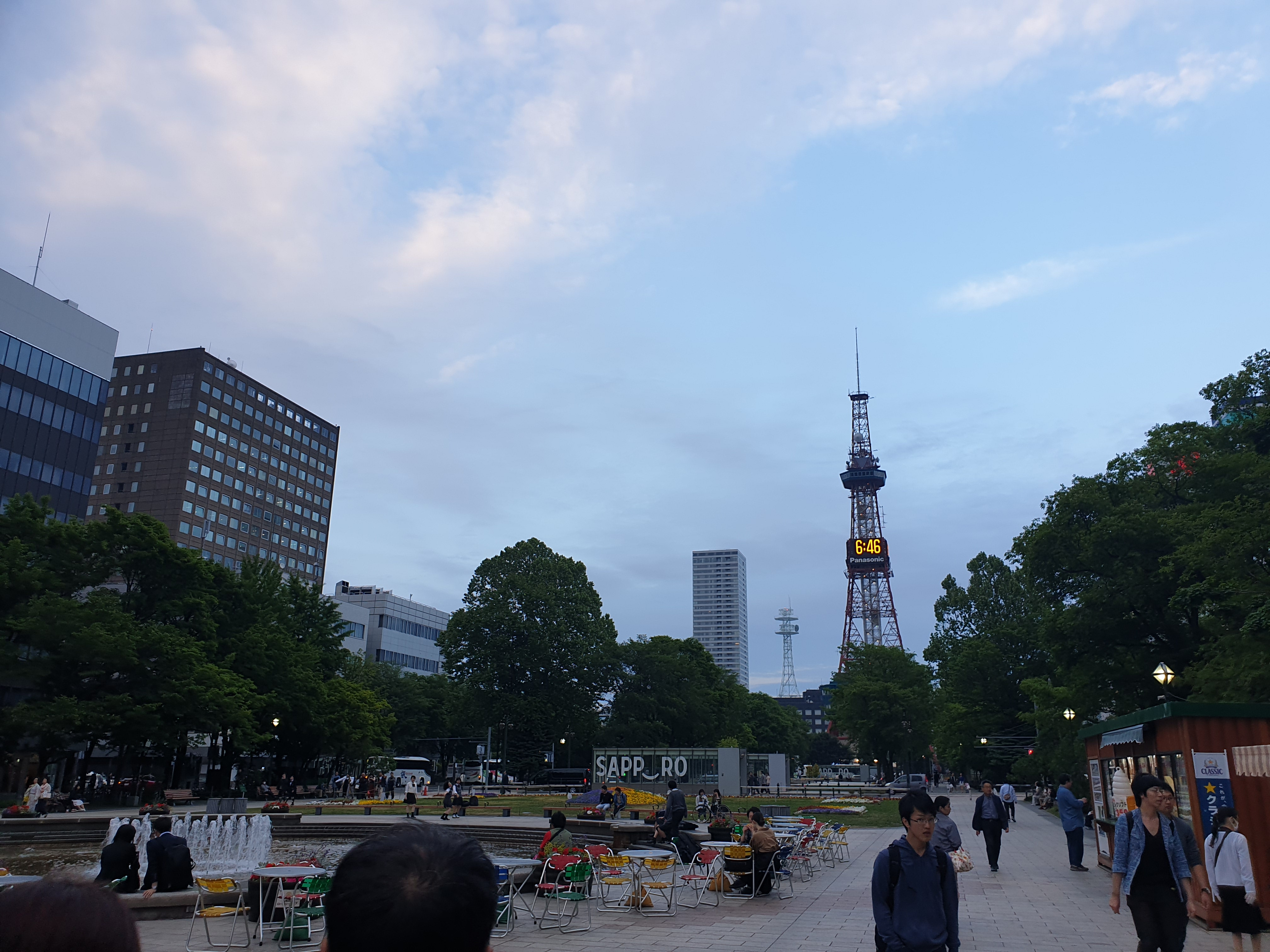
2019년 6월 삿포로 TV타워